# Liste de journaux en Ukraine
 (avril 2019).
Si vous disposez d'ouvrages ou d'articles de référence ou si vous connaissez des sites web de qualité traitant du thème abordé ici, merci de compléter l'article en donnant les références utiles à sa vérifiabilité et en les liant à la section « Notes et références ».
Depuis novembre 2015, il est interdit aux autorités ukrainiennes, aux organismes publics et aux autorités locales d'agir en tant que fondateurs (ou cofondateurs) de médias imprimés.
| Nom du journal                                          | Type                                                  | Ville                                 | Lectorat                                   | Langue(s)        |
| ------------------------------------------------------- | ----------------------------------------------------- | ------------------------------------- | ------------------------------------------ | ---------------- |
| Tout sur la comptabilité (Все про бухгалтерський облік) | National A4                                           | Kiev                                  | 93,100                                     | ukrainien, russe |
| DELO                                                    | Format Berlin. Économie. Quotidien                    | Kiev                                  | 15,000                                     | russe            |
| Delovaya Stolitsa                                       | Large, économie.                                      | Kiev                                  | 50,000                                     | russe            |
| Den                                                     | Large                                                 | Kiev                                  | 60,000                                     | ukrainien        |
| Den                                                     | Large                                                 | Kiev                                  | 60,000                                     | russe            |
| Den                                                     | Large                                                 | Kiev                                  | 60,000                                     | anglais          |
| Ekspres                                                 | National                                              | Lviv                                  | 508,200 (le jeudi) 1,223,700 (par semaine) | ukrainien        |
| Stena                                                   | National                                              | Kiev                                  | 30,000 (le jeudi) 220,000 (par semaine)    | russe            |
| Fakty i Kommentarii                                     | Tabloid                                               | Kiev                                  | 1,100,000                                  | russe            |
| Gazeta                                                  | ?                                                     | ?                                     | ?                                          | ukrainien        |
| Interfax-Ukraïna                                        | Agence de presse                                      | Kiev                                  | n/a                                        | russe            |
| Interfax-Ukraïna                                        | Agence de presse                                      | Kiev                                  | n/a                                        | ukrainien        |
| Interfax-Ukraïna                                        | Agence de presse                                      | Kiev                                  | n/a                                        | anglais          |
| Khreschatyk                                             | Large. Régional.                                      | Kiev                                  | ?????                                      | ukrainien        |
| KP                                                      | Large                                                 | Kiev                                  | 1 million                                  | russe            |
| Kyiv Post                                               | Internet + parution hebdomadaire                      | Kiev                                  | 11,000                                     | anglais          |
| Odessa Daily                                            | Régional                                              | Odessa                                |                                            | russe            |
| Postup                                                  | Régional                                              | L'viv                                 | 200,000                                    | ukrainien        |
| Segodnia                                                | Tabloid                                               | Kiev                                  | 700,000                                    | russe            |
| Silski Visti                                            | Large                                                 | Kiev                                  | 196,669                                    | ukrainien        |
| Ukrayinska Pravda                                       | Internet                                              | Kiev                                  | n/a                                        | ukrainien        |
| Ukrayinska Pravda                                       | Internet                                              | Kiev                                  | n/a                                        | russe            |
| Ukrayinska Pravda                                       | Internet                                              | Kiev                                  | n/a                                        | anglais          |
| UNIAN                                                   | Agence de presse                                      | Kiev                                  | n/a                                        | ukrainien        |
| UNIAN                                                   | Agence de presse                                      | Kiev                                  | n/a                                        | russe            |
| UNIAN                                                   | Agence de presse                                      | Kiev                                  | n/a                                        | anglais          |
| Uryadovy Kuryer                                         | Large                                                 | Kiev                                  | 130,000 - 230,000                          | ukrainien        |
| Vecherniye Vesti                                        | Tabloid                                               | Kiev                                  | 530,000                                    | russe            |
| Vesti                                                   | National et régional, format A3, du lundi au vendredi | Kiev, Odessa, Kharkiv, Dnipropetrovsk | 370 000 (par jour)                         | russe            |
| Video Novosti                                           | National                                              | Kiev                                  | 7,000                                      | russe            |
| Vysoky Zamok                                            | National                                              | Lviv                                  | 450,000                                    | ukrainien        |
| Dzerkalo Tyzhnia Zerkalo Nedeli                         | Large                                                 | Kiev                                  | 48,000                                     | ukrainien        |
| Dzerkalo Tyzhnia Zerkalo Nedeli                         | Large                                                 | Kiev                                  | 48,000                                     | russe            |
| Dzerkalo Tyzhnia Zerkalo Nedeli                         | Large                                                 | Kiev                                  | 48,000                                     | anglais          |
| Zbruč                                                   | National                                              | Lviv                                  | En ligne                                   | ukrainien        |